# Sindaci e Indipendenti
Sindaci e Indipendenti (in ceco: Starostové a nezávislí - abbreviato: STAN) è un partito politico ceco di orientamento centrista e regionalista, fondato nel 2004.
In vista delle elezioni parlamentari in Repubblica Ceca del 2021 ha costituito una coalizione con il Partito Pirata Ceco, conquistando 33 seggi nella Camera ed entrando nella maggioranza di governo.

## Risultati elettorali
| Elezione                       | Voti      | %         | Seggi                                         |
| ------------------------------ | --------- | --------- | --------------------------------------------- |
| Europee 2009                   | 53.984    | 2,29      | 0 / 22                                        |
| Parlamentari 2010              | In TOP 09 | In TOP 09 | 3 / 200                                       |
| Parlamentari 2013              | In TOP 09 | In TOP 09 | 3 / 200                                       |
| Europee 2014                   | 241.747   | 15,95     | 1 / 21                                        |
| Parlamentari 2017              | 262.157   | 5,18      | 6 / 200                                       |
| Europee 2019                   | 276.220   | 11,65     | 1 / 21                                        |
| Parlamentari 2021 (con Pirati) | 839.448   | 15,60     | 37 / 200(33 seggi per Sindaci e Indipendenti) |
| Europee 2024                   | 258.431   | 8,70      | 2 / 21                                        |
| 1.                             |           |           |                                               |